# Don Martin
James Donald Martin, detto Don (Poplar Bluff, 7 febbraio 1920 – Goreville, 30 settembre 1997), è stato un cestista e allenatore di pallacanestro statunitense, professionista nella BAA.